# Vlessart
Vlessart is een dorpje gelegen in de gemeente Léglise in de Belgische Provincie Luxemburg. Tot de gemeentelijke herindeling van 1977 viel de plaats onder de gemeente Anlier, dat een deelgemeente werd van Habay.
De parochie Vlessart, toegewijd aan Sint-Albanus, omvat het dorp en het oostelijk deel van het Forêt d'Anlier dat sinds 1977 tot de gemeente Martelange behoort. De parochiekerk dateert van 1874.
Deelgemeenten: Assenois · Ébly · Léglise · Mellier · Witry

Overige dorpen: Behême · Bernimont · Bombois · Burnaimont · Chêne · Chevaudos · Gennevaux · Habaru · Lavaux · Les Fossés · Louftémont · Maisoncelle · Narcimont · Naleumont · Nivelet · Rancimont · Thibessart · Traimont · Vaux-lez-Chêne · Vlessart · Volaiville · Winville · Witimont

Belgische gemeenten · Arrondissement Neufchâteau · Luxemburg · Wallonië